# Stary Dzierzgoń
Stary Dzierzgoń (in tedesco Alt Christburg) è un comune rurale polacco del distretto di Sztum, nel voivodato della Pomerania.
Ricopre una superficie di 185,82 km² e nel 2004 contava 4087 abitanti.